# Hexatoma issikii
Hexatoma issikii là một loài ruồi trong họ Limoniidae. Chúng phân bố ở miền Cổ bắc.